# Anton Steiner
Anton Steiner (conocido como Jimmy Steiner; Lienz, 20 de septiembre de 1958) es un deportista austríaco que compitió en esquí alpino.
Participó en cuatro Juegos Olímpicos de Invierno, entre los años 1976 y 1988, obteniendo una medalla de bronce en Sarajevo 1984, en la prueba de descenso, el séptimo lugar en Lake Placid 1980 (eslalon) y el séptimo en Calgary 1988 (descenso).
Ganó una medalla de bronce en el Campeonato Mundial de Esquí Alpino de 1982, en la prueba combinada. 
En 1996 recibió la Condecoración de Oro de la Orden al Mérito de la República de Austria.

## Palmarés internacional
| Juegos Olímpicos   | Juegos Olímpicos      | Juegos Olímpicos  | Juegos Olímpicos |
| Año                | Lugar                 | Medalla           | Prueba           |
| ------------------ | --------------------- | ----------------- | ---------------- |
| 1984               | Sarajevo (Yugoslavia) | Medalla de bronce | Descenso         |
| Campeonato Mundial |                       |                   |                  |
| Año                | Lugar                 | Medalla           | Prueba           |
| 1982               | Schladming (Austria)  | Medalla de bronce | Combinada        |